# 존 어빙

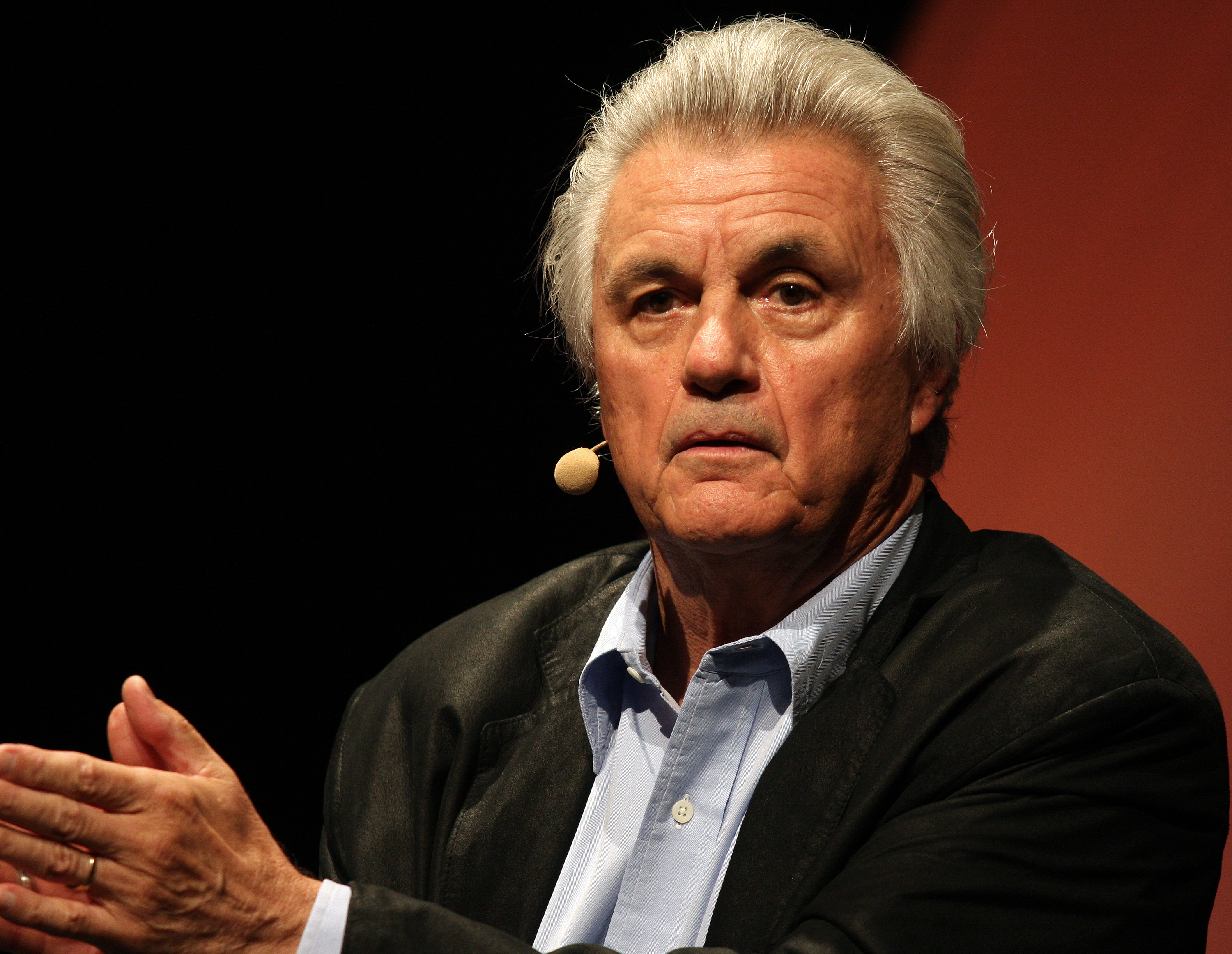
2010년 9월 14일 모습

존 어빙(John Irving, 본명: John Winslow Irving, John Wallace Blunt Jr., 1942년 3월 2일)은 미국계 캐나다인 소설가, 단편 문학 작가, 각본가이다.
어빙은 1978년 The World According to Grap가 국제적인 성공을 거둔 후 비판적이고 대중적인 호평을 받았다. The Hotel New Hampshire(1981), The Cider House Rules(1985), A Church for Owen Meany(1989), 그리고 A Widow for One Year(1998)는 베스트셀러였다. 사이더 하우스(The Cider House Rules)를 각색한 각본으로 제72회 아카데미상 시상식에서 아카데미 각색상을 수상했다.
그의 소설 중 다섯 편이 영화로 각색되었다(Garp, Hotel New Hampshire, Owen Meany, Cider House, and Widow for One Year). 어빙의 여러 책과 단편 소설은 뉴잉글랜드와 그 주변, 뉴햄프셔 주 엑서터와 유사한 가상의 마을을 배경으로 하고 있다.